# Boredoms
I Boredoms (ボアダムス) sono un gruppo musicale rock giapponese formatosi nel 1986 e originario di Osaka.

## Storia del gruppo
Dopo aver pubblicato musica con gli Hanatarashi negli anni ottanta, il loro membro Yamantaka Eye formò i Boredoms, le cui numerose uscite contaminano free jazz, hardcore punk, noise rock ed electronica. I membri dei Boredoms hanno inoltre inaugurato i paralleli OOIOO e Rovo.

## Formazione

### Formazione attuale
- Yamantaka Eye – voce, strumenti vari, sampler
- Yoshimi P-We – batteria, percussioni, voce, tastiere, tromba
- Yojiro Tatekawa – batteria percussioni
- Shinji Masuko – chitarre, strumenti vari

### Ex membri (lista parziale)
- Hosoi Hisato – basso
- Seiichi Yamamoto - chitarra, voce, percussioni
- Hosoi Hisato - basso

## Discografia

### Album in studio
- 1988 - Osorezan no Stooges Kyo
- 1989 - Soul Discharge
- 1992 - Pop Tatari
- 1994 - Chocolate Synthesizer
- 1998 - Super æ
- 1999 - Vision Creation Newsun
- 2004 - Seadrum/House of Sun

### Album dal vivo
- 1993 - Wow 2
- 2008 - 77 Boadrum

### EP
- 1986 - Anal by Anal
- 1993 - Super Roots
- 1994 - Super Roots 2
- 1994 - Super Roots 3
- 1995 - Super Roots 5
- 1996 - Super Roots 6
- 1998 - Super Roots 7
- 1999 - Super Roots 8
- 1999 - Vision Creation Newsun
- 2007 - Super Roots 9
- 2009 - Super Roots 10